# Francis Degert
Francis Degert est un tireur sportif français.

## Palmarès
Francis Degert a remporté l'épreuve Miquelet (original) aux championnats du monde MLAIC organisés en 2002 à Lucques  en Italie .